# Championnat du Chili de football 2020
Navigation
Saison précédente Saison suivante
La saison 2020 du Championnat du Chili de football est la quatre-vingt-dixième édition du championnat de première division au Chili. 
L'ensemble des équipes est regroupé au sein d'une poule unique où elles affrontent les autres clubs deux fois. Le vainqueur, son dauphin, le troisième et quatrième se qualifient pour la Copa Libertadores 2021. Les équipes classées de la 5e à la 8e place sont qualifiées pour la Copa Sudamericana 2021.
Le tenant du titre, Club Deportivo Universidad Católica remporte le championnat, c'est son quinzième titre de champion du Chili.

## Déroulement de la saison
Le championnat passe à 18 équipes. Il revient à 16 équipes en 2022.
Le 16 mars 2020, lors de la huitième journée le championnat est suspendu à cause de la pandémie de Covid-19. Après trois mois de pause, la reprise du championnat est annoncée pour fin juillet, mais à cause d'un manque de temps de préparation elle est repoussée à fin août.
Finalement le 29 août 2020 le championnat reprend avec les matchs non joués de la huitième journée. Il se termine le 14 février 2021.
La Coupe du Chili n'ayant pas lieu en 2020, les quatre premiers du classement final seront qualifiés pour la Copa Libertadores et les quatre suivants pour la Copa Sudamericana.

## Les clubs participants
- Colo Colo
- Universidad Católica
- CF Universidad de Chile
- Club de Deportes Iquique
- Club de Deportes Antofagasta
- Club Deportivo Huachipato
- Club Deportivo O'Higgins
- Provincial Curicó Unido
- Unión Española
- Audax Italiano
- Club Deportivo Palestino
- CD Cobresal
- Unión La Calera
- CD Universidad de Concepción
- CD Coquimbo Unido
- CD Everton Viña del Mar
- Club de Deportes Santiago Wanderers   - Promu de D2
- Club de Deportes La Serena  - Promu de D2

## Compétition
Le barème utilisé pour établir le classement est le suivant :
- Victoire : 3 points
- Match nul : 1 point
- Défaite : 0 point

### Classement
| Rang | Équipe                       | Pts | J  | G  | N  | P  | Bp | Bc | Diff |
| ---- | ---------------------------- | --- | -- | -- | -- | -- | -- | -- | ---- |
| 1    | Universidad CatólicaT        | 65  | 34 | 18 | 11 | 5  | 65 | 35 | +30  |
| 2    | Unión La Calera              | 57  | 34 | 17 | 6  | 11 | 59 | 41 | +18  |
| 3    | CF Universidad de Chile      | 52  | 34 | 13 | 13 | 8  | 49 | 33 | +16  |
| 4    | Unión Española               | 52  | 34 | 14 | 10 | 10 | 55 | 53 | +2   |
| 5    | Club Deportivo Palestino     | 51  | 34 | 14 | 9  | 11 | 49 | 45 | +4   |
| 6    | Club de Deportes Antofagasta | 48  | 34 | 12 | 12 | 10 | 43 | 42 | +1   |
| 7    | CD Cobresal                  | 47  | 34 | 13 | 8  | 13 | 45 | 40 | +5   |
| 8    | Club Deportivo Huachipato    | 46  | 34 | 13 | 7  | 14 | 43 | 44 | -1   |
| 9    | Provincial Curicó Unido      | 46  | 34 | 13 | 7  | 14 | 40 | 52 | -12  |
| 10   | Club Deportivo O'Higgins     | 45  | 34 | 12 | 9  | 13 | 40 | 39 | +1   |
| 11   | CD Santiago WanderersP       | 44  | 34 | 12 | 8  | 14 | 42 | 53 | -11  |
| 12   | CD Everton Viña del Mar      | 43  | 34 | 10 | 13 | 11 | 37 | 41 | -4   |
| 13   | Audax Italiano               | 41  | 34 | 10 | 11 | 13 | 47 | 50 | -3   |
| 14   | CD Universidad de Concepción | 41  | 34 | 9  | 14 | 11 | 38 | 46 | -8   |
| 15   | Club de Deportes La SerenaP  | 39  | 34 | 10 | 9  | 15 | 34 | 41 | -7   |
| 16   | Colo-Colo                    | 39  | 34 | 9  | 12 | 13 | 33 | 43 | -10  |
| 17   | Club de Deportes Iquique     | 38  | 34 | 9  | 11 | 14 | 38 | 46 | -8   |
| 18   | CD Coquimbo Unido            | 35  | 34 | 9  | 8  | 17 | 33 | 46 | -13  |

|  | Qualification pour la Copa Libertadores 2021                                      |
|  | Qualification pour le deuxième tour de qualification de la Copa Libertadores 2021 |
|  | Qualification pour la Copa Sudamericana 2021                                      |
|  | Relégation en Primera B                                                           |
|  | T : Tenant du titre C : Vainqueur de la Copa Chile P : Promu de Primera B         |

- Le 16e du classement, Colo-Colo remporte le match de barrage (1-0) le 17 février 2020 contre le club le moins bien classé d'un classement par coefficient prenant en compte les saisons 2019 et 2020, le Club Deportivo Universidad de Concepción, Colo-Colo reste en première division.
- Le championnat passe la saison prochaine à 17 équipes.

## Bilan de la saison
| Championnat du Chili de football 2020 |                                                  |
| Champion                              | Club Deportivo Universidad Católica (15e titre)  |
| Coupes et trophées                    |                                                  |
| Vainqueur de la Coupe du Chili 2020   | non disputée                                     |
| Qualifications continentales          |                                                  |
| Copa Libertadores 2021                | Club Deportivo Universidad Católica              |
| Copa Libertadores 2021                | Deportes Unión La Calera                         |
| Copa Libertadores 2021                | Corporación de Fútbol de la Universidad de Chile |
| Copa Libertadores 2021                | Club de Deportes Unión Española                  |
| Copa Sudamericana 2021                | Club Deportivo Palestino                         |
| Copa Sudamericana 2021                | Club de Deportes Antofagasta                     |
| Copa Sudamericana 2021                | Club de Deportes Cobresal                        |
| Copa Sudamericana 2021                | Club Deportivo Huachipato                        |
| Promotions et relégations             |                                                  |
| Promus en Primera División            | Deportivo Ñublense                               |
| Promus en Primera División            | Deportes Melipilla                               |
| Relégués en Primera B                 | Club de Deportes Coquimbo Unido                  |
| Relégués en Primera B                 | Club de Deportes Iquique                         |
| Relégués en Primera B                 | Club Deportivo Universidad de Concepción         |